# 슈코플리차

슈코플리차의 위치

슈코플리차(슬로베니아어: Škofljica)는 슬로베니아의 도시로 면적은 43.3km2, 인구는 7,119명(2002년 기준), 인구 밀도는 164.4명/km2이다.